# Felix Magno
Felix Magno (Las Piedras, 13 de abril de 1909 — Porto Alegre, 26 de dezembro de 1981) foi um treinador e ex-futebolista uruguaio que atuou como volante ou meia.

## Biografia
Felix Magno iniciou a carreira futebolística em sua terra natal, transferindo-se para o Brasil em 1926, quando ingressou no Guarany de Bagé, pelo qual foi campeão citadino e vice-campeão estadual. No ano seguinte, transferiu-se para o Bagé e obteve os mesmos resultados: título da cidade e vice no Estado.
Em 1929, mudou-se para a capital gaúcha para jogar no Internacional, clube que defendeu por três temporadas. No período, chegou a atuar pela Seleção Gaúcha no Campeonato Brasileiro de Seleções Estaduais de 1931.
No começo de 1932, recebeu uma proposta do Nacional, permanecendo no clube uruguaio até 1935 e conquistando três campeonatos uruguaios. Integrou a Seleção Uruguaia que disputou a Copa Rio Branco de 1932. No San Lorenzo, da Argentina, vivenciou sua primeira experiência como treinador de futebol em 1935.
Foi repatriado pelo Guarany de Bagé em 1936. Em 1939, fez sua segunda passagem pelo Internacional, integrando o lendário Rolo Compressor e sagrando-se campeão gaúcho em 1940. Encerrou a carreira de futebolista em 1943, atuando no Força e Luz.
Mudou-se para Santa Catarina, onde treinou as equipes de Avaí e Figueirense. Em 1945, comandou o América Mineiro e, no ano seguinte, o Atlético Mineiro, com o qual sagrou-se campeão mineiro em 1946 e 1947. Teve uma passagem meteórica pelo Internacional em 1949.
Em 1950, foi contratado pelo Coritiba e, posteriormente, pelo Atlético Paranaense. Teve rápida passagem pelo Santa Cruz, rescindindo contrato por não se adaptar ao clima de Recife. Retornou ao Coxa, permanecendo no clube até 1959 e conquistando quatro estaduais. Felix é o técnico com o recorde de partidas, ou seja, que mais treinou o clube alviverde paranaense de todos os tempos, com 201 jogos.
Entre 1962 e 1963, treinou o Guarany de Bagé, clube que voltaria a comandar em 1971. 

## Títulos

### Como jogador
Guarany de Bagé
- Campeonato Citadino de Bagé: 1926

Bagé
- Campeonato Citadino de Bagé: 1928

Internacional
- Campeonato Citadino de Porto Alegre: 1940
- Campeonato Gaúcho: 1940

### Como treinador
Atlético-MG
- Campeonato Mineiro: 1946 e 1947

Coritiba
- Campeonato Paranaense: 1951, 1954, 1956, 1957 e 1959